# البرت پویندلرز
البرت پویندلرز (انگلیسی: Albert Puigdollers؛ زادهٔ ۳۰ اکتبر ۱۹۸۰) بازیکن فوتبال اهل اسپانیا است.
از باشگاه‌هایی که در آن بازی کرده‌است می‌توان به باشگاه فوتبال اتلتیکو مادرید بی، باشگاه فوتبال بارسلونا سی، باشگاه فوتبال رکریتیوو اوئلوا، باشگاه فوتبال سابادل، باشگاه فوتبال بارسلونا بی، و باشگاه فوتبال بارسلونا اشاره کرد.
وی همچنین در تیم ملی فوتبال کاتالونیا بازی کرده‌است.